# Смерть Актеона (картина Тициана)
«Смерть Актеона» (итал. Morte di Atteone) — одна из поздних картин Тициана, написанная в 1559—1575 годах. Картина входит в цикл «поэмы», навеянные Метаморфозами Овидия из 7 полотен, написанных Тицианом по заказу Филиппа II Испанского в XVI веке. В то время они считались настолько откровенными, что их завешивали гардиной в присутствии дам. Картина изображает момент травли Актеона, превращённого разгневанной Дианой в оленя, его собственными собаками. Сюжетно связана с полотном «Диана и Актеон». Входила в Орлеанскую коллекцию.
В результате общественной кампании в 1972 году картина была выкуплена для Лондонской национальной галереи. В октябре-декабре 2008 года эта картина была выставлена совместно с полотном «Диана и Актеон» из Национальной галереи Шотландии для сбора средств на выкуп последней для Великобритании.